# Espresso Book Machine
L'Espresso Book Machine (EBM) est un système automatisé d'impression à la demande capable d'imprimer un livre, couverture comprise, en quelques minutes.
Principalement destiné aux maisons d'édition, librairies et bibliothèques, l'avantage de ce robot réside dans la rapidité avec laquelle les ouvrages sont imprimés et dans le fait qu'il permet d'imprimer de très petites quantités — parfois un seul exemplaire — correspondant à des commandes fermes, des expérimentations éditoriales ou des exemplaires de promotion, évitant ainsi les prix et les lourdes contraintes de stock de l’imprimerie traditionnelle (nécessité d'espaces d'entreposage, gestion des retours, pilonnage des invendus, etc.).
Créé par plusieurs inventeurs et commerciaux (Jason Epstein, Michael Smolens, Jeff Marsh, Thor Sigvaldason, etc.) et commercialisé par les firmes américaines On Demand Books et Xerox, la première démonstration publique est faite le 21 juin 2007 à la Bibliothèque publique de New York. Pendant un mois, le public teste la machine en imprimant des copies gratuites de titres du domaine public fournis par l’Open Content Alliance (OCA), une organisation à but non lucratif avec une base de données de plus de 200 000 titres.
En 2016, une soixantaine de ces systèmes sont en activité dans le monde. Une machine coute environ 68 000 euros,.

## Données techniques
En partant de fichiers PDF, l’Espresso Book Machine imprime des livres de 40 à 800 pages, couverture comprise, en noir et blanc et couleur, sur papier standard 90 g (couverture 255 g). Son format de page s'étend de 11 x 18 cm à 20 x 28 cm.

## L'Espresso Book Machine en France
Exploitées par le programme Ireneo de la branche imprimerie française, six EBM sont en activité dans l’Hexagone (à l'École Estienne à Paris, Lille, Illkirch, Lyon, L'Isle-d'Espagnac et Tours). La société Xerox ayant abandonné sa fabrication en 2013, le programme Ireneo prévoit de reprendre sa construction en France.
En mars 2016, les Presses Universitaires de France (PUF) ont ouvert à Paris la première « librairie express » d'Europe. Dans ce magasin, plus de rayonnages : le client choisit sur tablette parmi « près de 5 000 titres du fonds et des nouveautés PUF, ainsi que plusieurs titres internationaux du domaine public » et le titre choisi est ensuite imprimé en quelques minutes.

### Site externe
- On Demand Books (site officiel)